# Galak-Z: The Dimensional
Galak-Z: The Dimensional es un videojuego de disparos desarrollado por 17-Bit para Microsoft Windows, OS X, Linux y PlayStation 4. Se anunció durante la conferencia de prensa de Sony previa al E3 2013 en junio de 2013. El CEO de 17-Bit, Jake Kazdal, lo describe como «el combate moderno de Halo y Far Cry 3 en un plano bidimensional». Reflejando su inspiración en parte por el anime japonés, el juego también es conocido oficialmente por el título japonés de Uchuu Senshi Galak-Z (宇宙戦士ガラクZ, "Space Soldier Galak-Z"). Una edición completa, Galak-Z: The Void: Deluxe Edition, fue estrenada el 26 de marzo de 2019 en Nintendo Switch.

## Jugabilidad
Galak-Z es un videojuego de disparos de ciencia ficción bidimensional con elementos de mazmorra. Los niveles del videojuego se generan de forma única para cada juego y están conectados como una mazmorra sin fin. Los niveles incluyen generadores de enemigos y trampas.

## Desarrollo

Escena del videojuego.

Escena de combate en el videojuego.

El exdesarrollador de Sega, Jake Kazdal, fundó la empresa 17-Bit en 2009, para crear juegos similares a los de la era de los 16 bits. Anteriormente habían lanzado Skulls of the Shogun para Xbox 360 y teléfonos Windows a principios de 2013.
La jugabilidad de Galak-Z se inspiró en lo que el productor principal Raj Joshi llamó «roguelikes de la 'nueva ola'», teniendo en cuenta especialmente a Spelunky y Don't Starve. El equipo de 17-Bit buscó emular la "mecánica de supervivencia" de Don't Starve, que animaba a los jugadores a planificar sus juegos con anticipación. Al equipo también le gustaron los árboles tecnológicos de progresión del juego, que brindan al jugador más opciones a medida que avanza el juego. El lanzamiento de la versión portátil de Spelunky y su duración de juego variable "pick-up-and-play" inspiraron a 17-Bit para lanzar Galak-Z en PlayStation Vita. El estilo artístico de Galak-Z se basa en influencias del anime, incluyendo el estilo de disparos de misiles de la serie Macross "Itano Circus" de Ichirō Itano.
Galak-Z fue anunciado durante la conferencia de prensa de Sony antes del E3 2013 en junio de 2013. Una versión jugable de Galak-Z estuvo en exhibición en el evento combinado de Fangamer y el colectivo de videojuegos Attract Mode durante el PAX Prime 2013 de Seattle. El juego estaba previsto para su lanzamiento en PlayStation 4 en 2014, seguido de versiones de Microsoft Windows y PlayStation Vita, sucesivamente; esto fue antes de que el equipo decidiera darse más tiempo para el desarrollo, empujando la fecha de lanzamiento hasta 2015. Todas las versiones contienen el mismo contenido.
El 14 de julio de 2015, 17-Bit anunció que la versión de PlayStation 4 se lanzaría el 4 de agosto de 2015, y la versión para PC vendría un par de meses después. La versión de PlayStation Vita fue cancelada.

## Lanzamiento
En abril de 2016, 17-Bit unió fuerzas con IndieBox, un servicio de suscripción mensual, para crear un lanzamiento físico exclusivo y personalizado de Galak-Z. Esta colección limitada, numerada individualmente, incluía una unidad USB temática con una copia del juego sin DRM, la banda sonora oficial en cinta de casete, un manual de instrucciones y una llave de Steam, junto con varios otros artículos coleccionables.
El 25 de febrero de 2020, Galak-Z The Void fue lanzado físicamente para Nintendo Switch y Playstation 4 en un "Platinum Pack" junto con la edición Skulls Of Shogun Bone-A-Fide. El lanzamiento europeo está limitado a 5000 copias y cada una está numerada individualmente.

## Recepción
En Metacritic, que asigna una calificación normalizada de 100 a las reseñas de los críticos principales, el juego ha recibido una puntuación promedio de 82, según 42 reseñas que indican "Reseñas generalmente favorables". IGN le otorgó un 8,3 sobre 10, diciendo que «Si bien no es un roguelike en toda regla, los excelentes controles y la personalidad encantadora de Galak-Z lo hacen genial». PC Gamer le otorgó una puntuación del 88%, diciendo que «los controles desafiantes pero inmaculadamente calibrados impulsan un emocionante y enormemente gratificante roguelike de ciencia ficción».